# Мемориал гомосексуалам — жертвам нацизма

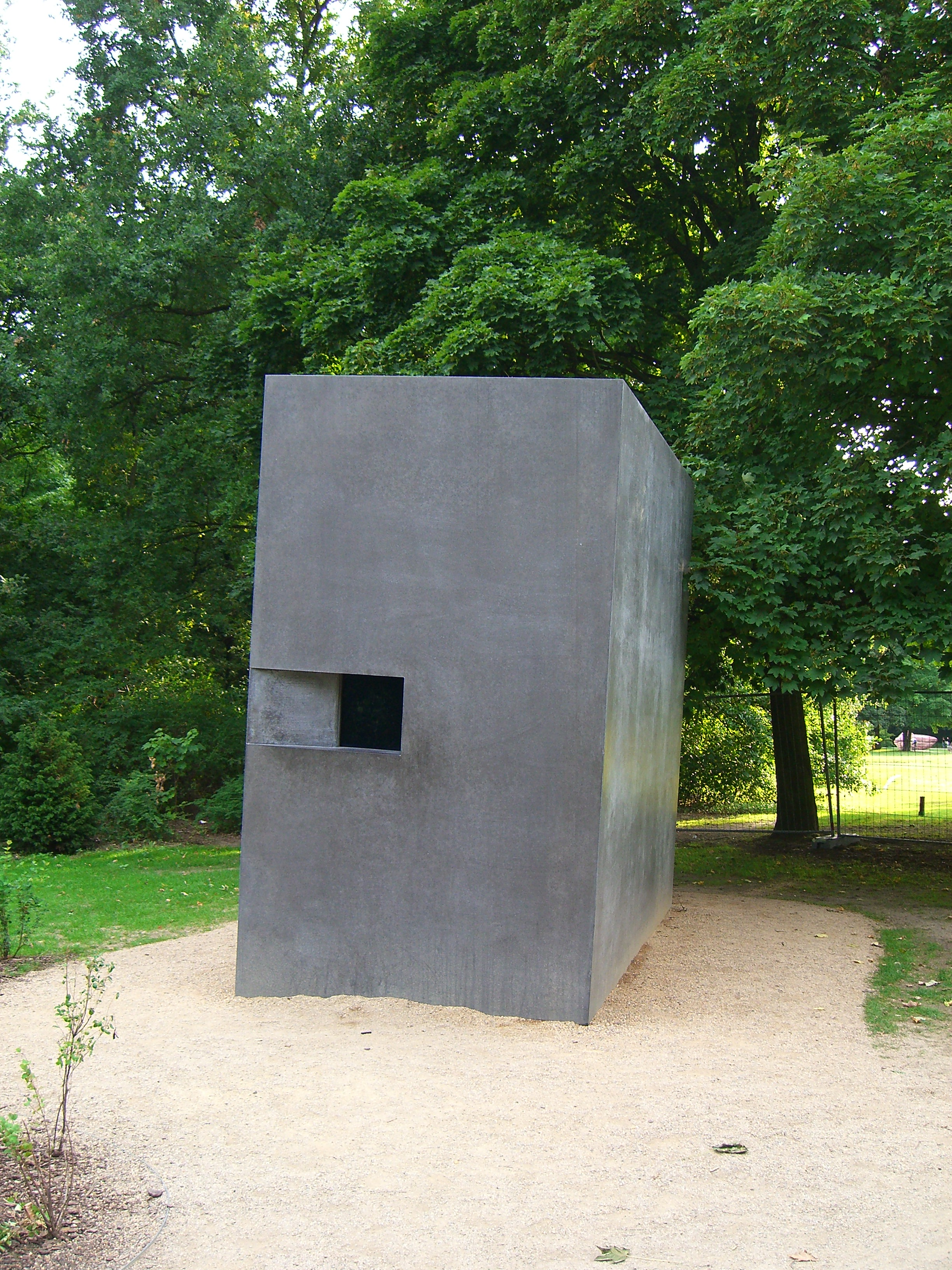
Мемориал гомосексуалам — жертвам нацизма

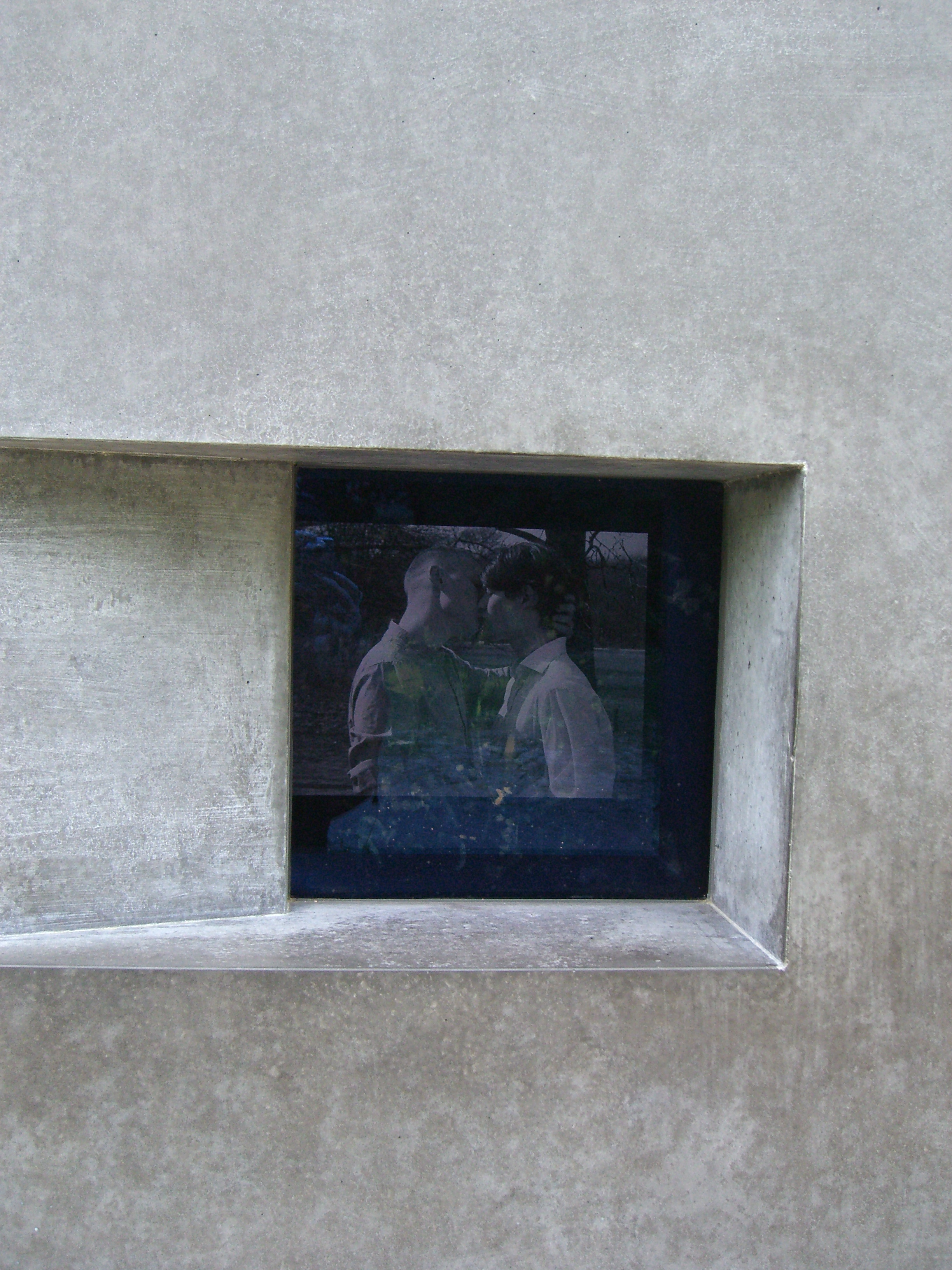
Окно с видеопроекцией

Мемориал гомосексуалам — жертвам нацизма (нем. Denkmal für die im Nationalsozialismus verfolgten Homosexuellen) — мемориал в Берлине, посвященный памяти гомосексуалов, которые подверглись преследованию в нацистской Германии. Монумент был открыт 27 мая 2008 года.
Памятник, созданный по проекту скандинавских художников Михаеля Эльмгрина и Ингара Драгсета, представляет собой бетонный прямоугольный параллелепипед, высотой 3,6 метра и шириной 1,9 метра, несколько наклонённый набок, на лицевой стороне которого прорублено окошко. Через него посетители могут увидеть небольшой фильм с двумя целующимися мужчинами. Режиссёром  короткометражки выступил Томас Винтерберг, а оператором — Робби Мюллер.
Мемориал стал третьим в Германии памятником, посвящённым гомосексуалам, пострадавшим от рук нацистов, после Франкфуртского ангела (1994) и Розового треугольника в Кёльне (1995).
Рядом с памятником установлена табличка с текстом на английском и немецком языках, повествующая о преследовании нацистами гомосексуалов, а также о его продолжении после падения Третьего рейха по параграфу 175 уголовного кодекса Германии, который был окончательно отменён только в 1994 году. Согласно некоторым оценкам, более 50 тысяч гомосексуалов были арестованы нацистами. Неизвестно, сколько было убито в концентрационных лагерях, но предполагается, что эта цифра составляет от 10 до 15 тысяч.
Мемориал воздвигнул в берлинском парке Большой Тиргартен, к югу от Бранденбургских ворот, напротив схожего по дизайну Мемориала памяти убитых евреев Европы.
Гомосексуалы не были официально признаны жертвами нацизма после 1945 года, а их преследование продолжалось ещё пару десятилетий. Переосмысление исторической справедливости началось только в 1985 году с выступления президента ФРГ Рихарда фон Вайцзеккера, который впервые назвал геев среди пострадавших групп. С 1993 года ЛГБТ-активисты выступали с инициативой увековечивания памяти.
Решение о возведении памятника было принято в Бундестаге в ходе дискуссии о разработке Мемориала памяти убитых евреев Европы в 2003 году, через год после официальной реабилитации жертв нацизма. Тогда же был открыт конкурс проектов.
После получения результатов конкурса в обществе развернулась дискуссия вокруг того, что памятник увековечивает память только мужчин-гомосексуалов. Гомосексуальные женщины нацистами формально не преследовались, но де факто подвергались гонениям под предлогом недостойного поведения. В итоге споров было принято решение, что периодически кадры с поцелуем мужчин будут заменяться кадрами поцелуя двух женщин.
На церемонии открытия 7 мая 2008 года присутствовали министр культуры Германии Бернд Нойманн, мэр Берлина открытый гей Клаус Воверайт, члены Бундестага Фолькер Бек и Рената Кюнаст. В своей речи перед открытием Воверайт отметил, что «этот мемориал важен с двух точек зрения — помнить о жертвах, но также ясно дать понять, что даже сегодня, когда мы достигли так много в вопросе равноправия, дискриминация все еще существует». Он так же особо отметил тот факт, что преследовавшиеся в послевоенные годы гомосексуалы не были реабилитированы. «Для нашего общества это симптоматично, — сказал он, — не отменять несправедливых вердиктов, а частично продолжать их исполнять; это общество, которое не признает группу людей жертвами только потому, что они избрали другой образ жизни».
Мемориал трижды (17 августа и 16 декабря 2008 года, 5 апреля 2009 года) подвергался атакам вандалов.